# محرز العبيدي
محرز العبيدي (فوسانة, 1965 - ) هو فنان وملحن تونسي، حصل على بطاقة الاحتراف في العزف على آلة العود من وزارة الثقافة.

## مسيرته
تتلمذ محرز على يد أبرز أساتذة الموسيقى في جهة القصرين. شارك في عدة تظاهرات ومهرجانات تحصل خلالها على عدة جوائز كما شارك في تظاهرات عالمية أبرزها في مرسيليا الفرنسية إلى جانب عزفه جنبا إلى جنب مع ألمع العازفين على آلة العود أمثال رضا الشمك ونصير شمة.

## مواضيع ذات صلة
- نصير شمة